# Gorgasia barnesi
Gorgasia barnesi is een straalvinnige vissensoort uit de familie van de zeepalingen (Congridae). De wetenschappelijke naam van de soort is voor het eerst geldig gepubliceerd in 1984 door Robison & Lancraft.